# Famiglia Salemme Show
Famiglia Salemme Show è stato un programma televisivo andato in onda su Rai Uno dal 13 gennaio al 3 febbraio 2006, condotto da Vincenzo Salemme affiancato da alcune sue storiche spalle come Nando Paone, Carlo Buccirosso e Maurizio Casagrande. La presenza femminile del programma è stata Hoara Borselli e dalla partecipazione straordinaria di Gian. Il programma si svolgeva secondo una strana situazione: sotto l'Auditorium Rai di Napoli si è insediata la famiglia di Salemme che non vuole saperne di andarsene. Il tutto era accompagnato da numerose gag comiche nuove e del repertorio di Salemme che talvolta si fingeva un mago, talvolta un tassista e talvolta un postino con un difetto di pronuncia causatogli da un incidente stradale (personaggio interpretato da Salemme già in Cose da pazzi), mentre Buccirosso è un funzionario della Rai, Paone è un fratello di Salemme che talvolta si crede svariati animali ed anche oggetti (e ricorda un po' il personaggio di Cico in ...e fuori nevica!), mentre Casagrande e la Borselli cercavano di mandare in scena un varietà proprio nell'auditorium. Il tutto contornato da vari ospiti come Sophia Loren, Mike Bongiorno, Max Pezzali, Biagio Izzo e tanti altri.

## Puntate
| Puntata | Data            | Ospiti                                                                                              |
| ------- | --------------- | --------------------------------------------------------------------------------------------------- |
| 1       | 13 gennaio 2006 | Mike Bongiorno, Massimo Ranieri, Teo Teocoli, Giorgia, Alena Šeredová.                              |
| 2       | 20 gennaio 2006 | Leonardo Pieraccioni, Raiz, Sophia Loren, Max Pezzali.                                              |
| 3       | 27 gennaio 2006 | Biagio Izzo, Gigi D'Alessio, Ornella Muti, Paolo Belli, Giobbe Covatta.                             |
| 4       | 3 febbraio 2006 | Edoardo Bennato, Teo Teocoli, Massimo Boldi, Alessandro Preziosi, Francesco Paolantoni, Nadir Mura. |